# Elecciones regionales de Francia de 2021
Las elecciones regionales de Francia de 2021 se llevaron a cabo el 20 de junio de 2021 (primera vuelta) y el 27 de junio (segunda vuelta). Inicialmente estaban programas para el mes de marzo pero fueron aplazadas debido a la pandemia de COVID-19.

## Antecedentes
Según la Ley de Regiones de 2015, la votación de las elecciones regionales debe realizarse en el mes de marzo, al mismo tiempo que las elecciones departamentales.
El presidente de la República Emmanuel Macron anunció en junio de 2020 considerar posponer las elecciones regionales, a causa de la pandemia de COVID-19. Sin embargo, esta posibilidad encontró la oposición de muchos funcionarios electos salientes, y el nuevo primer ministro, Jean Castex, anunció al mes siguiente que tal aplazamiento estaba descartado.
En febrero de 2021, el Parlamento aprobó una ley que posponía las elecciones durante tres meses, es decir, el 13 y 20 de junio de 2021. En abril de 2021, el ejecutivo proponía posponer las elecciones una vez más, esta vez para el otoño de 2021; esto no fue apoyado por el Consejo Científico del COVID-19, al igual que la oposición y la gran mayoría de los alcaldes. No obstante, las elecciones fueron postergadas una semana más. La primera vuelta se realizó el 20 de junio y la segunda el 27 de junio.

## Sistema electoral
Cada consejo regional tiene puestos cubiertos durante seis años según un sistema de mayoría mixta. Se utiliza el voto proporcional plurinominal, pero esto se combina con una bonificación mayoritaria del 25% de los escaños asignados a la lista de los mejores clasificados, si es necesario en dos votaciones. Los votantes votan por una lista cerrada de candidatos, sin voto mixto o preferencial. Las listas deben respetar la paridad al incluir alternativamente un candidato de cada sexo.
En la primera vuelta, la lista que haya obtenido la mayoría absoluta de los votos emitidos gana el bono de mayoría, y los escaños restantes se distribuyen proporcionalmente según la regla del promedio más alto entre todas las listas que hayan cruzado el umbral electoral del 5% de los votos expresados, incluida la lista superior.
Si ninguna lista obtiene la mayoría absoluta, se organiza una segunda vuelta entre todas las listas que hayan obtenido al menos el 10% de los votos emitidos en la primera vuelta. No obstante, las listas que hayan obtenido al menos el 5% pueden fusionarse con las listas que pueden mantenerse. El reparto de escaños se realiza siguiendo las mismas reglas que en la primera vuelta, con la única diferencia de que el bono mayoritario se asigna a la lista que llega primero, haya obtenido o no mayoría absoluta.
La única autoridad local de Córcega tiene la particularidad de haber recurrido a un umbral electoral del 7% en lugar del 10 para llegar a la segunda vuelta. Asimismo, las plazas se distribuyen a nivel comunitario, sin sección departamental.

## Encuestas

### Primera vuelta
| Encuesta                      | Fecha     | Muestra | LR–SL–LC           | RN–LDP    | LREM–MoDem | EELV  | PS–PCF | LO  | LFI | DLF   | Otros |    |    |    |    |
| ----------------------------- | --------- | ------- | ------------------ | --------- | ---------- | ----- | ------ | --- | --- | ----- | ----- | -- | -- | -- | -- |
| Encuesta                      | Fecha     | Muestra | Harris Interactive | 14–16 Jun | 2,113      | 24%   | 24%    | 15% | 7%  | 11%   | Otros | 2% | 6% | 2% | 1% |
| OpinionWay                    | 19–25 May | 5,017   | 27%                | 26%       | 13%        | 12%   | 11%    | 2%  | 6%  | 1%    | 2%    |    |    |    |    |
| OpinionWay                    | 22–28 Apr | 5,000   | 24%                | 22%       | 15%        | 12%   | 13%    | 2%  | 6%  | 2%    | 4%    |    |    |    |    |
| OpinionWay                    | 17–22 Mar | 5,049   | 23%                | 21%       | 16%        | 13%   | 12%    | 2%  | 7%  | 3%    | 3%    |    |    |    |    |
| OpinionWay                    | 17–22 Feb | 5,017   | 23%                | 20%       | 17%        | 12%   | 13%    | 1%  | 7%  | 3%    | 4%    |    |    |    |    |
| OpinionWay                    | 22–26 Ene | 5,073   | 22%                | 22%       | 18%        | 12%   | 12%    | 1%  | 7%  | 3%    | 3%    |    |    |    |    |
| Elecciones regionales de 2015 | 20 Dic    | –       | 26.65%             | 27.73%    | –          | 6.63% | 35.96% | –   | –   | 3.81% | –     |    |    |    |    |

## Presidentes regionales electos
| Región                    | Región                    | Presidente regional electo                       | Partido | Partido        |
| ------------------------- | ------------------------- | ------------------------------------------------ | ------- | -------------- |
| Auvernia-Ródano-Alpes     | Auvernia-Ródano-Alpes     | Laurent Wauquiez                                 |         | LR             |
| Borgoña-Franco Condado    | Borgoña-Franco Condado    | Marie-Guite Dufay                                |         | PS             |
| Bretaña                   | Bretaña                   | Loïg Chesnais-Girard                             |         | PS             |
| Centro-Valle del Loira    | Centro-Valle del Loira    | François Bonneau                                 |         | PS             |
| Córcega                   | Asamblea de Córcega       | Marie-Antoinette Maupertuis                      |         | FaC            |
| Córcega                   | Consejo Ejecutivo         | Gilles Simeoni                                   |         | FaC            |
| Gran Este                 | Gran Este                 | Jean Rottner                                     |         | LR             |
| Guadalupe                 | Guadalupe                 | Ary Chalus                                       |         | GUSR-LREM      |
| Guayana                   | Guayana                   | Gabriel Serville                                 |         | Péyi G         |
| Hauts-de-France           | Hauts-de-France           | Xavier Bertrand                                  |         | DVD            |
| Isla de Francia           | Isla de Francia           | Valérie Pécresse                                 |         | LR             |
| La Reunión                | La Reunión                | Huguette Bello                                   |         | PLR            |
| Martinica                 | Asamblea de Martinica     | Lucien Saliber                                   |         | Alians Matinik |
| Martinica                 | Consejo ejecutivo         | Serge Letchimy                                   |         | PPM            |
| Normandía                 | Normandía                 | Hervé Morin                                      |         | LC             |
| Nueva Aquitania           | Nueva Aquitania           | Alain Rousset                                    |         | PS             |
| Occitania                 | Occitania                 | Archivo:Carole DELGA SECACESS.jpg · Carole Delga |         | PS             |
| País del Loira            | País del Loira            | Christelle Morançais                             |         | LR             |
| Provenza-Alpes-Costa Azul | Provenza-Alpes-Costa Azul | Renaud Muselier                                  |         | LR             |

## Resultados por regiones

### Auvernia-Ródano-Alpes
| Candidato                   | Partido                     | Primera vuelta | Primera vuelta | Segunda vuelta | Segunda vuelta | Asientos | +/-         |
| Candidato                   | Partido                     | Votos          | %              | Votos          | %              | Asientos | +/-         |
| --------------------------- | --------------------------- | -------------- | -------------- | -------------- | -------------- | -------- | ----------- |
| Laurent Wauquiez            | LR-UDI-LMR-VIA              | 751,375        | 43.85%         | 961,219        | 55.18%         | 136      | 23          |
| Fabienne Grébert            | EÉLV-Gs-GÉ                  | 248,017        | 14.47%         | 586,192        | 33.65%         | 51       | 6           |
| Najat Vallaud-Belkacem      | PS-PRG-GRS-CÉ               | 195,727        | 11.42%         | 586,192        | 33.65%         | 51       | 6           |
| Cécile Cukierman            | PCF-LFI-E!                  | 95,434         | 5.57%          | 586,192        | 33.65%         | 51       | 6           |
| Andréa Kotarac              | PL-RN-LDP-LAF               | 211,178        | 12.32%         | 194,628        | 11.17%         | 17       | 17          |
| Bruno Bonnell               | MR-LREM-MoDem-Agir          | 168,292        | 9.82%          |                |                |          | Nuevo       |
| Chantal Gomez               | LO                          | 26,742         | 1.56%          | Sin cambios    |                |          |             |
| Shella Gill                 | DIV                         | 11,198         | 0.65%          | Nuevo          |                |          |             |
| Farid Omeir                 | UDMF                        | 5,684          | 0.33%          | Nuevo          |                |          |             |
|                             |                             |                |                |                |                |          |             |
| Votos válidos               | Votos válidos               | 1,713,647      | 97.30%         | 1,742,039      | 96.57%         |          |             |
| Votos blancos               | Votos blancos               | 30,859         | 1.75%          | 41,183         | 2.28%          |          |             |
| Votos nulos                 | Votos nulos                 | 16,712         | 0.96%          | 20,618         | 1.14%          |          |             |
| Total                       | Total                       | 1,761,218      | 100%           | 1,803,840      | 100%           | 204      | Sin cambios |
| Abstenciones                | Abstenciones                | 3,642,126      | 67.41%         | 3,601,221      | 66.63%         |          |             |
| Registrados / Participación | Registrados / Participación | 5,403,344      | 32.59%         | 5,405,061      | 33.37%         |          |             |

### Bourgogne-Franche-Comté
| Candidato                   | Partido                     | Primera vuelta | Primera vuelta | Segunda vuelta | Segunda vuelta | Asientos | +/-         |
| Candidato                   | Partido                     | Votos          | %              | Votos          | %              | Asientos | +/-         |
| --------------------------- | --------------------------- | -------------- | -------------- | -------------- | -------------- | -------- | ----------- |
| Marie-Guite Dufay           | PS-PRG-PCF                  | 173,393        | 26.52%         | 289,925        | 42.20%         | 57       | 6           |
| Gilles Platret              | LR-UDI-LMR-DLF-MEI          | 137,596        | 21.04%         | 166,448        | 24.23%         | 18       | 7           |
| Julien Odoul                | RN-LDP-PL-LAF               | 151.626        | 23.19%         | 163,364        | 23.78%         | 18       | 6           |
| Denis Thuriot               | LREM-MoDem-Agir             | 76,457         | 11.69%         | 67,220         | 9.79%          | 7        | 7           |
| Stéphanie Modde             | EÉLV-CÉ-GÉ                  | 67,618         | 10.34%         |                |                |          | Sin cambios |
| Bastien Faudot              | GRS-LFI-G.s                 | 29,423         | 4.50%          | Sin cambios    |                |          |             |
| Claire Rocher               | LO                          | 17,828         | 2.73%          | Sin cambios    |                |          |             |
|                             |                             |                |                |                |                |          |             |
| Votos válidos               | Votos válidos               | 653,941        | 95.33%         | 686,957        | 95.58%         |          |             |
| Votos blancos               | Votos blancos               | 21,144         | 3.08%          | 20,029         | 2.79%          |          |             |
| Votos nulos                 | Votos nulos                 | 10,920         | 1.59%          | 11,761         | 1.64%          |          |             |
| Total                       | Total                       | 686,005        | 100%           | 718,747        | 100%           | 100      | Sin cambios |
| Abstenciones                | Abstenciones                | 1,281,054      | 65.13%         | 1,248,381      | 63.46%         |          |             |
| Registrados / Participación | Registrados / Participación | 1,967,032      | 34.87%         | 1,967,128      | 36.54%         |          |             |

### Bretaña
| Candidato                   | Partido                      | Primera vuelta | Primera vuelta | Segunda vuelta | Segunda vuelta | Asientos | +/-         |
| Candidato                   | Partido                      | Votos          | %              | Votos          | %              | Asientos | +/-         |
| --------------------------- | ---------------------------- | -------------- | -------------- | -------------- | -------------- | -------- | ----------- |
| Loïg Chesnais-Girard        | PS-PRG-PCF                   | 178,365        | 20.95%         | 260,918        | 29.84%         | 40       | 13          |
| Isabelle Le Callennec       | LR-LMR-LC                    | 138,541        | 16.27%         | 192,127        | 21.98%         | 14       | 4           |
| Claire Desmares-Poirrier    | EÉLV-UDB-Gs-CÉ-GÉ            | 126,323        | 14.84%         | 176,767        | 20.22%         | 12       | 12          |
| Thierry Burlot              | LREM-MoDem-UDI-Agir-Volt-TdP | 132,231        | 15.53%         | 128,915        | 14.75%         | 9        | 9           |
| Gilles Pennelle             | RN-LDP                       | 121,452        | 14.27%         | 115,541        | 13.22%         | 8        | 4           |
| Daniel Cueff                | ECO                          | 55,513         | 6.52%          |                |                |          |             |
| Pierre-Yves Cadalen         | LFI                          | 47,444         | 5.57%          |                |                |          |             |
| Valérie Hamon               | LO                           | 19,207         | 2.26%          |                |                |          |             |
| Joannic Martin              | PB                           | 13,193         | 1.55%          |                |                |          |             |
| David Cabas                 | DLF                          | 11,918         | 1.40%          |                |                |          |             |
| Christophe Daviet           | DIV                          | 4,198          | 0.49%          |                |                |          |             |
| Yves Chauvel                | EXD                          | 1,844          | 0.22%          |                |                |          |             |
| Kamel Elahiar               | UDMF                         | 1,030          | 0.12%          |                |                |          |             |
|                             |                              |                |                |                |                |          |             |
| Votos válidos               | Votos válidos                | 851,237        | 95.39%         | 874,268        | 95.67%         |          |             |
| Votos blancos               | Votos blancos                | 24,211         | 2.71%          | 20,774         | 2.27%          |          |             |
| Votos nulos                 | Votos nulos                  | 16,967         | 1.90%          | 18,822         | 2.06%          |          |             |
| Total                       | Total                        | 892,415        | 100%           | 913,864        | 100%           | 83       | Sin cambios |
| Abstenciones                | Abstenciones                 | 1,601,187      | 64.21%         | 1,581,387      | 63.38%         |          |             |
| Registrados / Participación | Registrados / Participación  | 2,493,602      | 35.79%         | 2,495,251      | 36.62%         |          |             |

### Centro-Valle del Loira
| Candidato                   | Partido                          | Primera vuelta | Primera vuelta | Segunda vuelta | Segunda vuelta | Asientos | +/-         |
| Candidato                   | Partido                          | Votos          | %              | Votos          | %              | Asientos | +/-         |
| --------------------------- | -------------------------------- | -------------- | -------------- | -------------- | -------------- | -------- | ----------- |
| François Bonneau            | PS-MR-PRG-PCF-CÉ                 | 141,136        | 24.81%         | 225,697        | 39.15%         | 42       | 2           |
| Charles Fournier            | EÉLV-LFI-Gs-GÉ-LRDG-AE-ANLD      | 61,690         | 10.85%         | 225,697        | 39.15%         | 42       | 2           |
| Nicolas Forissier           | LR-UDI-LMR-LC                    | 107,031        | 18.82%         | 130,306        | 22.61%         | 13       | 7           |
| Aleksandar Nikolic          | RN-LDP-PL-LAF                    | 126,489        | 22.24%         | 128,183        | 22.24%         | 13       | 4           |
| Marc Fesneau                | MoDem-LREM-Agir-LC-TdP-UDI diss. | 94,712         | 16.65%         | 92,259         | 16.00%         | 9        | 9           |
| Jérémy Clément              | ECO                              | 23,171         | 4.07%          |                |                |          | Sin cambios |
| Farida Megdoud              | LO                               | 14,555         | 2.56%          | Sin cambios    |                |          |             |
|                             |                                  |                |                |                |                |          |             |
| Votos válidos               | Votos válidos                    | 568,784        | 95.63%         | 576,445        | 95.76%         |          |             |
| Votos blancos               | Votos blancos                    | 16,327         | 2.75%          | 17,222         | 2.86%          |          |             |
| Votos nulos                 | Votos nulos                      | 9,666          | 1.63%          | 8,272          | 1.37%          |          |             |
| Total                       | Total                            | 594,777        | 100%           | 601,939        | 100%           | 77       | Sin cambios |
| Abstenciones                | Abstenciones                     | 1,221,658      | 67.26%         | 1,214,716      | 66.87%         |          |             |
| Registrados / Participación | Registrados / Participación      | 1,816,435      | 32.74%         | 1,816,655      | 33.13%         |          |             |

### Córcega
| Candidato                   | Partido                     | Primera vuelta | Primera vuelta | Segunda vuelta | Segunda vuelta | Asientos | +/-         |
| Candidato                   | Partido                     | Votos          | %              | Votos          | %              | Asientos | +/-         |
| --------------------------- | --------------------------- | -------------- | -------------- | -------------- | -------------- | -------- | ----------- |
| Gilles Simeoni              | FC                          | 39,246         | 29.19%         | 55,548         | 40.64%         | 32       | 14          |
| Laurent Marcangeli          | CCB-LR-UDI                  | 33,431         | 24.89%         | 43,769         | 32.02%         | 17       | 1           |
| Jean-Christophe Angelini    | PNC                         | 17,772         | 13.22%         | 20,604         | 15.07%         | 8        | 15          |
| Jean-Guy Talamoni           | CL                          | 9,280          | 6.90%          | 20,604         | 15.07%         | 8        | 15          |
| Paul-Félix Benedetti        | Rinnovu                     | 11,282         | 8.39%          | 16,762         | 12.26%         | 6        | 6           |
| Jean-Charles Orsucci        | TdP-LREM                    | 7,957          | 5.92%          |                |                |          | 6           |
| François Filoni             | RN                          | 5,378          | 4.00%          |                |                |          |             |
| Agnès Simonpietri           | EÉLV-Gs-GÉ                  | 5,038          | 3.75%          |                |                |          |             |
| Michel Stefani              | PCF                         | 4,279          | 3.18%          |                |                |          |             |
| Jean-Antoine Giacomi        | EXD                         | 791            | 0.59%          |                |                |          |             |
|                             |                             |                |                |                |                |          |             |
| Votos válidos               | Votos válidos               | 134,457        | 98.22%         | 136,683        | 96.79%         |          |             |
| Votos blancos               | Votos blancos               | 1,144          | 0.84%          | 2,334          | 1.65%          |          |             |
| Votos nulos                 | Votos nulos                 | 1,286          | 0.94%          | 2,206          | 1.56%          |          |             |
| Total                       | Total                       | 136,887        | 100%           | 141,223        | 100%           | 63       | Sin cambios |
| Abstenciones                | Abstenciones                | 102,921        | 42,92%         | 98,495         | 41.09%         |          |             |
| Registrados / Participación | Registrados / Participación | 239,808        | 57.08%         | 239,718        | 58.91%         |          |             |

### Gran Este
| Candidato                   | Partido                     | Primera vuelta | Primera vuelta | Segunda vuelta | Segunda vuelta | Asientos | +/-         |
| Candidato                   | Partido                     | Votos          | %              | Votos          | %              | Asientos | +/-         |
| --------------------------- | --------------------------- | -------------- | -------------- | -------------- | -------------- | -------- | ----------- |
| Jean Rottner                | LR-UDI-LMR                  | 335,947        | 31.15%         | 445,189        | 40.30%         | 94       | 10          |
| Laurent Jacobelli           | RN-LDP-CNIP-DR              | 227,774        | 21.12%         | 290,552        | 26.30%         | 33       | 13          |
| Éliane Romani               | EÉLV-PS-PCF-CÉ-GÉ           | 157,461        | 14.60%         | 234,436        | 21.22%         | 27       | 8           |
| Brigitte Klinkert           | LREM-MoDem-Agir             | 116,121        | 10.77%         | 134,413        | 12.16%         | 15       | 15          |
| Aurélie Filippetti          | G·s-LFI-GRS                 | 93,163         | 8.64%          |                |                | 0        |             |
| Florian Philippot           | LP-VIA                      | 74,980         | 6.95%          | 0              |                |          |             |
| Martin Meyer                | UL                          | 39,567         | 3.67%          | 0              |                |          |             |
| Louise Fève                 | LO                          | 28,090         | 2.60%          | 0              |                |          |             |
| Adil Tyane                  | UDMF                        | 5,268          | 0.49           | 0              |                |          |             |
|                             |                             |                |                |                |                |          |             |
| Votos válidos               | Votos válidos               | 1,078,371      | 95.08%         | 1,104,606      | 95.35%         |          |             |
| Votos blancos               | Votos blancos               | 34,253         | 3.02%          | 32,937         | 2.84%          |          |             |
| Votos nulos                 | Votos nulos                 | 21,555         | 1.90%          | 20,900         | 1.80%          |          |             |
| Total                       | Total                       | 1,134,179      | 100%           | 1,158,443      | 100%           | 169      | Sin cambios |
| Abstenciones                | Abstenciones                | 2,695,785      | 70.36%         | 2,672,650      | 69.75%         |          |             |
| Registrados / Participación | Registrados / Participación | 3,829,964      | 26.91%         | 3,830,984      | 30.24%         |          |             |

### Guadalupe
| Candidato                   | Partido                      | Primera vuelta | Primera vuelta | Segunda vuelta | Segunda vuelta | Asientos | +/-         |
| Candidato                   | Partido                      | Votos          | %              | Votos          | %              | Asientos | +/-         |
| --------------------------- | ---------------------------- | -------------- | -------------- | -------------- | -------------- | -------- | ----------- |
| Ary Chalus                  | GUSR-LREM-Módem-Actuando-TdP | 45,110         | 49.31%         | 77,475         | 72.43%         | 33       | 5           |
| Josette Borel-Lincertin     | PS-EELV                      | 15,900         | 17.38%         | 29,485         | 27.57%         | 8        | 5           |
| Ronald Selbonne             | ANG-UPLG                     | 8,591          | 9.39%          |                |                | 0        |             |
| Max Mathiasin               | PPDG-PSG                     | 5,090          | 5.56%          | 0              |                |          |             |
| Sonia Petro                 | LR-UDI                       | 3,370          | 3.68%          | 0              |                |          |             |
| Maxette Pirbakas-Grisoni    | RN                           | 3,131          | 3.42           | 0              |                |          |             |
| Éric Coriolan               | DIV                          | 2,638          | 2.88%          | 0              |                |          |             |
| Jean-Marie Nomertin         | CO                           | 2,443          | 2.67%          | 0              |                |          |             |
| Alain Plaisir               | CIPPA                        | 2,324          | 2.54%          | 0              |                |          |             |
| Christelle Nanor            | LGCA                         | 1,287          | 1,41%          | 0              |                |          |             |
| Willy William               | DIV                          | 1,069          | 1.17%          | 0              |                |          |             |
| Tony Delannay               | DLF                          | 532            | 0.58%          | 0              |                |          |             |
|                             |                              |                |                |                |                |          |             |
| Votos válidos               | Votos válidos                | 91,485         | 93.95%         | 106,960        | 91.65%         |          |             |
| Votos blancos               | Votos blancos                | 2,405          | 2.74%          | 4,040          | 3.46%          |          |             |
| Votos nulos                 | Votos nulos                  | 3,489          | 3.58%          | 5,705          | 4.86%          |          |             |
| Total                       | Total                        | 97,379         | 100%           | 116,705        | 100%           | 41       | Sin cambios |
| Abstenciones                | Abstenciones                 | 218,313        | 69.15%         | 199,758        | 63.12%         |          |             |
| Registrados / Participación | Registrados / Participación  | 315,692        | 30.85%         | 316,463        | 36.88%         |          |             |

### Guayana Francesa
| Candidato                   | Partido                     | Primera vuelta | Primera vuelta | Segunda vuelta | Segunda vuelta | Asientos | +/-         |
| Candidato                   | Partido                     | Votos          | %              | Votos          | %              | Asientos | +/-         |
| --------------------------- | --------------------------- | -------------- | -------------- | -------------- | -------------- | -------- | ----------- |
| Gabriel Serville            | Péyi G-Gs-LFI               | 9,510          | 27.68%         | 25,342         | 54.83%         | 35       | 19          |
| Jean-Paul Fereira           | AGEG-PSG-Walwari-MDES       | 8,020          | 23.34%         | 25,342         | 54.83%         | 35       | 19          |
| Jessi Americain             | DVG                         | 1,811          | 5.27%          | 25,342         | 54.83%         | 35       | 19          |
| Rodolphe Alexandre          | GR                          | 15,020         | 43.71%         | 20,876         | 45.17%         | 20       | 15          |
|                             |                             |                |                |                |                |          |             |
| Votos válidos               | Votos válidos               | 34,361         | 96.99%         | 46,218         | 97.20%         |          |             |
| Votos blancos               | Votos blancos               | 533            | 1.50%          | 698            | 1.47%          |          |             |
| Votos nulos                 | Votos nulos                 | 532            | 1.50%          | 632            | 1.33%          |          |             |
| Total                       | Total                       | 35,426         | 100%           | 47,548         | 100%           | 51       | Sin cambios |
| Abstención                  | Abstención                  | 66,392         | 65.21%         | 54,091         | 53.22%         |          |             |
| Registrados / Participación | Registrados / Participación | 101,818        | 34.79%         | 101,639        | 46.78%         |          |             |

### Hauts-de-France
| Candidato                   | Partido                     | Primera vuelta | Primera vuelta | Segunda vuelta | Segunda vuelta | Asientos | +/-         |
| Candidato                   | Partido                     | Votos          | %              | Votos          | %              | Asientos | +/-         |
| --------------------------- | --------------------------- | -------------- | -------------- | -------------- | -------------- | -------- | ----------- |
| Xavier Bertrand             | DVD-LR-UDI-SL-LMR           | 551,068        | 41.42%         | 708,518        | 52.37%         | 110      | 6           |
| Sébastien Chenu             | RN-LDP-CNIP                 | 324,260        | 24.37%         | 346,918        | 25.64%         | 32       | 22          |
| Karima Delli                | EÉLV-PS-PRG-PCF-Gs-LFI-GÉ   | 252,404        | 18.97%         | 297,395        | 21.98%         | 28       | 28          |
| Laurent Pietraszewski       | LREM-MoDem-Agir             | 121,466        | 9.13%          |                |                |          |             |
| Éric Pecqueur               | LO                          | 47,325         | 3.56%          |                |                |          |             |
| José Evrard                 | DLF                         | 27,205         | 2.04%          |                |                |          |             |
| Audric Alexandre            | PACE-Volt-NC                | 6,700          | 0.50%          |                |                |          |             |
|                             |                             |                |                |                |                |          |             |
| Votos válidos               | Votos válidos               | 1,330,518      | 95.85%         | 1,352,831      | 96.45%         |          |             |
| Votos blancos               | Votos blancos               | 34,825         | 2.51%          | 27,904         | 1.99%          |          |             |
| Votos nulos                 | Votos nulos                 | 22,841         | 1.65%          | 21,948         | 1.56%          |          |             |
| Total                       | Total                       | 1,388,184      | 100%           | 1,402,683      | 100%           | 170      | Sin cambios |
| Abstenciones                | Abstenciones                | 2,838,771      | 67.16%         | 2,824,849      | 66.82%         |          |             |
| Registrados / Participación | Registrados / Participación | 4,226,955      | 32.84%         | 4,227,532      | 33.18%         |          |             |

### Isla de Francia
| Candidato                   | Partido                     | Primera vuelta | Primera vuelta | Segunda vuelta | Segunda vuelta | Asientos | +/-         |
| Candidato                   | Partido                     | Votos          | %              | Votos          | %              | Asientos | +/-         |
| --------------------------- | --------------------------- | -------------- | -------------- | -------------- | -------------- | -------- | ----------- |
| Valérie Pécresse            | SL-LR-UDI-MEI               | 782,742        | 35.94%         | 1,076,821      | 45.92%         | 125      | 4           |
| Julien Bayou                | EÉLV-Gs-CÉ-GÉ               | 282,090        | 12.95%         | 789,666        | 33.67%         | 53       | 3           |
| Jordan Bardella             | RN-LDP                      | 285,736        | 13.12%         | 253,001        | 10.79%         | 16       | 6           |
| Laurent Saint-Martin        | LREM-MoDem-Agir             | 256,136        | 11.76%         | 225,482        | 9.62%          | 15       | 15          |
| Audrey Pulvar               | PS-PRG-GRS                  | 241,019        | 11.07%         |                |                |          |             |
| Clémentine Autain           | LFI-PCF                     | 223,059        | 10.24%         |                |                |          |             |
| Victor Pailhac              | REV                         | 40,430         | 1.86%          |                |                |          |             |
| Nathalie Arthaud            | LO                          | 33,666         | 1.55%          |                |                |          |             |
| Éric Berlingen              | UDMF                        | 14,313         | 0.66%          |                |                |          |             |
| Lionel Brot                 | DIV                         | 12,974         | 0.60%          |                |                |          |             |
| Fabiola Conti               | Volt-PACE-NC-ANLD           | 5,607          | 0.26%          |                |                |          |             |
|                             |                             |                |                |                |                |          |             |
| Votos válidos               | Votos válidos               | 2,177,772      | 97.48%         | 2,344,970      | 97.37%         |          |             |
| Votos blancos               | Votos blancos               | 36,712         | 1.64%          | 42,231         | 1.75%          |          |             |
| Votos nulos                 | Votos nulos                 | 19,684         | 0.88%          | 21,144         | 0.88%          |          |             |
| Total                       | Total                       | 2,234,168      | 100%           | 2,408,345      | 100%           | 209      | Sin cambios |
| Abstenciones                | Abstenciones                | 5,007,421      | 69.15%         | 4,833,300      | 66.74%         |          |             |
| Registrados / Participación | Registrados / Participación | 7,241,589      | 30.85%         | 7,241,645      | 33.26%         |          |             |

### Réunion
| Candidato                   | Partido                     | Primera vuelta | Primera vuelta | Segunda vuelta | Segunda vuelta | Asientos | +/-         |
| Candidato                   | Partido                     | Votos          | %              | Votos          | %              | Asientos | +/-         |
| --------------------------- | --------------------------- | -------------- | -------------- | -------------- | -------------- | -------- | ----------- |
| Huguette Bello              | PLR-LFI                     | 47,880         | 20.74%         | 152.639        | 51.85%         | 29       | 13          |
| Ericka Bareigts             | PS-PCR                      | 42,675         | 18.48%         | 152.639        | 51.85%         | 29       | 13          |
| Didier Robert               | LR                          | 71,800         | 31.10%         | 141,745        | 48.15%         | 16       | 13          |
| Vanessa Miranville          | CREA                        | 22,875         | 9.91%          |                |                | 0        |             |
| Patrick Lebreton            | DVG                         | 17,972         | 7.78%          | 0              |                |          |             |
| Olivier Hoarau              | DVG                         | 9,791          | 4.24%          | 0              |                |          |             |
| Philippe Cadet              | RCR                         | 6,098          | 2.64%          | 0              |                |          |             |
| Jean-Pierre Marchau         | EÉLV-GÉ                     | 4,628          | 2.00%          | 0              |                |          |             |
| Joseph Rivière              | RN                          | 4,007          | 1.74%          | 0              |                |          |             |
| Jean-Yves Payet             | LO                          | 2,630          | 1.14%          | 0              |                |          |             |
| Corinne de Flore            | CPDF                        | 528            | 0.23%          | 0              |                |          |             |
|                             |                             |                |                |                |                |          |             |
| Votos válidos               | Votos válidos               | 230,884        | 94.72%         | 294,384        | 94.71%         |          |             |
| Votos blancos               | Votos blancos               | 6,136          | 2.52%          | 8,065          | 2.59%          |          |             |
| Votos nulos                 | Votos nulos                 | 6,722          | 2.76%          | 8,376          | 2.69%          |          |             |
| Total                       | Total                       | 243,742        | 100%           | 310,825        | 100%           | 45       | Sin cambios |
| Abstenciones                | Abstenciones                | 425,177        | 63.56%         | 357,929        | 53.52%         |          |             |
| Registrados / Participación | Registrados / Participación | 668,919        | 36.44%         | 668,754        | 46.48%         |          |             |

### Martinica
| Candidato                   | Partido                     | Primera vuelta | Primera vuelta | Segunda vuelta | Segunda vuelta | Asientos | +/-         |
| Candidato                   | Partido                     | Votos          | %              | Votos          | %              | Asientos | +/-         |
| --------------------------- | --------------------------- | -------------- | -------------- | -------------- | -------------- | -------- | ----------- |
| Serge Letchimy              | PPM                         | 30,267         | 31.66%         | 50,104         | 37.72%         | 26       | 9           |
| Alfred Marie-Jeanne         | MIM-Palima-ME               | 24,664         | 25.80%         | 46,857         | 35.27%         | 14       | 8           |
| Catherine Conconne          | DVG                         | 10,166         | 10.63%         | 19,218         | 14.47%         | 6        | 6           |
| Jean-Philippe Nilor         | Péyi A-RDM                  | 11,481         | 12.01%         | 16,664         | 12.54%         | 5        | 3           |
| Yan Monplaisir              | LR                          | 4,470          | 4.68%          |                |                | 0        |             |
| Philippe Jock               | DVD                         | 3,747          | 3.92%          | 0              |                |          |             |
| Béatrice Bellay             | FSM                         | 3,407          | 3.56%          | 0              |                |          |             |
| Olivier Bérisson            | MUN                         | 2,135          | 2.23%          | 0              |                |          |             |
| Max Orville                 | MoDem                       | 1,379          | 1.44%          | 0              |                |          |             |
| Ralph Monplaisir            | LREM                        | 1,042          | 1.09%          | 0              |                |          |             |
| Guy Ferdinand               | DVD                         | 1,018          | 1.06%          | 0              |                |          |             |
| Marcel Sellaye              | GRS                         | 661            | 0.69%          | 0              |                |          |             |
| Philippe Petit              | UDI                         | 612            | 0,64%          | 0              |                |          |             |
| Gabriel Jean-Marie          | CO                          | 565            | 0.59%          | 0              |                |          |             |
|                             |                             |                |                |                |                |          |             |
| Votos válidos               | Votos válidos               | 95,614         | 96.12%         | 132,843        | 96.67%         |          |             |
| Votos blancos               | Votos blancos               | 1,901          | 1.91%          | 2,329          | 1.69%          |          |             |
| Votos nulos                 | Votos nulos                 | 1,958          | 1.97%          | 2,246          | 1.63%          |          |             |
| Total                       | Total                       | 99.473         | 100%           | 137,418        | 100%           | 51       | Sin cambios |
| Abstenciones                | Abstenciones                | 207,057        | 67.65%         | 169,080        | 55.17%         |          |             |
| Registrados / Participación | Registrados / Participación | 306,530        | 32.45%         | 306,498        | 44.83%         |          |             |

### Normandía
| Candidatos                  | Partido                     | Primera vuelta | Primera vuelta | Segunda vuelta | Segunda vuelta | Asientos | +/-         |
| Candidatos                  | Partido                     | Votos          | %              | Votos          | %              | Asientos | +/-         |
| --------------------------- | --------------------------- | -------------- | -------------- | -------------- | -------------- | -------- | ----------- |
| Hervé Morin                 | LC-LR-LMR                   | 278,253        | 36.86%         | 332,889        | 44.26%         | 60       | 6           |
| Mélanie Boulanger           | PS-PRG-EÉLV-Gs-CÉ-GÉ        | 138,646        | 18.37%         | 196,893        | 26.18%         | 30       | 2           |
| Nicolas Bay                 | RN-LDP                      | 149,941        | 19.86%         | 146,838        | 19.52%         | 15       | 6           |
| Laurent Bonnaterre          | TdP-LREM-MoDem-Agir         | 83,568         | 11.07%         | 75,511         | 10.04%         | 7        | 7           |
| Sébastien Jumel             | PCF-LFI                     | 72,776         | 9.64%          |                |                | 0        |             |
| Pascal Le Manach            | LO                          | 72,776         | 3.14%          | 0              |                |          |             |
| Stéphanie Kerbarh           | MR                          | 7,970          | 1.06%          | 0              |                |          |             |
|                             |                             |                |                |                |                |          |             |
| Votos válidos               | Votos válidos               | 754,886        | 95.95%         | 752,131        | 95.80%         |          |             |
| Votos blancos               | Votos blancos               | 21,112         | 2.68%          | 22,776         | 2.90%          |          |             |
| Votos nulos                 | Votos nulos                 | 10,765         | 1.37%          | 10,173         | 1.30%          |          |             |
| Total                       | Total                       | 786,781        | 100%           | 785,080        | 100%           | 102      | Sin cambios |
| Abstenciones                | Abstenciones                | 1,597,978      | 67.01%         | 1,600,116      | 67.09%         |          |             |
| Registrados / Participación | Registrados / Participación | 2,384,741      | 32.99%         | 2,385,196      | 32.91%         |          |             |

### Nueva Aquitania
| Candidato                   | Partido                     | Primera vuelta | Primera vuelta | Segunda vuelta | Segunda vuelta | Asientos | +/-         |
| Candidato                   | Partido                     | Votos          | %              | Votos          | %              | Asientos | +/-         |
| --------------------------- | --------------------------- | -------------- | -------------- | -------------- | -------------- | -------- | ----------- |
| Alain Rousset               | PS-PRG-PCF                  | 430,156        | 28.84%         | 598.193        | 39.51%         | 101      | 12          |
| Edwige Diaz                 | RN-LDP                      | 271,545        | 18.21%         | 289,258        | 19.11%         | 26       | 3           |
| Nicolas Florian             | LR                          | 185,832        | 12.46%         | 214,858        | 14.19%         | 19       | 28          |
| Nicolas Thierry             | EÉLV-Gs-CÉ-GÉ-GRS           | 180,209        | 12.08%         | 214,768        | 14.19%         | 19       | 1           |
| Geneviève Darrieussecq      | MoDem-LREM-Agir-UDI         | 204,467        | 13.71%         | 196,894        | 13.01%         | 18       | 18          |
| Eddie Puyjalon              | LMR-RES                     | 108,832        | 7.30%          |                |                | 0        |             |
| Clémence Guetté             | LFI                         | 84,519         | 5.67%          | 0              |                |          |             |
| Guillaume Perchet           | LO                          | 25,996         | 1.74%          | 0              |                |          |             |
|                             |                             |                |                |                |                |          |             |
| Votos válidos               | Votos válidos               | 1,491,556      | 95.42%         | 1,513,971      | 95.10%         |          |             |
| Votos blancos               | Votos blancos               | 39,219         | 2.51%          | 42,396         | 2.66%          |          |             |
| Votos nulos                 | Votos nulos                 | 32,324         | 2.07%          | 35,641         | 2.24%          |          |             |
| Total                       | Total                       | 1,563,099      | 100%           | 1,592,008      | 100%           | 183      | Sin cambios |
| Abstenciones                | Abstenciones                | 2,789,312      | 64.09%         | 2,760,872      | 63.43%         |          |             |
| Registrados / Participación | Registrados / Participación | 4,352,411      | 35.91%         | 4,352,880      | 36.57%         |          |             |

### Occitania
| Candidato                   | Partido                     | Primera vuelta | Primera vuelta | Segunda vuelta | Segunda vuelta | Asientos | +/-         |
| Candidato                   | Partido                     | Votos          | %              | Votos          | %              | Asientos | +/-         |
| --------------------------- | --------------------------- | -------------- | -------------- | -------------- | -------------- | -------- | ----------- |
| Carole Delga                | PS-PRG-PCF-GRS              | 597,215        | 39.57%         | 882,116        | 57.78%         | 109      | 33          |
| Jean-Paul Garraud           | LDP-RN                      | 341,260        | 22.61%         | 366,467        | 24.00%         | 28       | 12          |
| Aurélien Pradié             | LR-UDI-LMR                  | 183,986        | 12.19%         | 278,258        | 18.22          | 21       | 4           |
| Antoine Maurice             | EÉLV-Gs-CÉ-GÉ-POC-MEI       | 133,388        | 8.84%          |                |                | 0        |             |
| Vincent Terrail-Novès       | LREM-MoDem-Agir             | 132,496        | 8.78%          | 0              |                |          |             |
| Myriam Martin               | LFI-NPA                     | 76,380         | 5.06%          | 0              |                |          |             |
| Malena Adrada               | LO                          | 26,720         | 1.77%          | 0              |                |          |             |
| Jean-Luc Davezac            | OPN-RES                     | 11,509         | 0.76%          | 0              |                |          |             |
| Anthony Le Boursicaud       | DIV                         | 6,199          | 0.41%          | 0              |                |          |             |
|                             |                             |                |                |                |                |          |             |
| Votos válidos               | Votos válidos               | 1,509,153      | 96.02%         | 1,526,840      | 95.61%         |          |             |
| Votos blancos               | Votos blancos               | 35,735         | 2.27%          | 40,729         | 2.55%          |          |             |
| Votos nulos                 | Votos nulos                 | 26,742         | 1.70%          | 29,374         | 1.84%          |          |             |
| Total                       | Total                       | 1,571,630      | 100%           | 1,596,943      | 100%           | 158      | Sin cambios |
| Abstenciones                | Abstenciones                | 2,648,646      | 62.76%         | 2,623,891      | 62.17%         |          |             |
| Registrados / Participación | Registrados / Participación | 4,220,276      | 37.24%         | 4.220.834      | 37.83%         |          |             |

### Países del Loira
| Candidat                    | Partido                     | Primera vuelta | Primera vuelta | Segunda vuelta | Segunda vuelta | Asientos | +/-         |
| Candidat                    | Partido                     | Votos          | %              | Votos          | %              | Asientos | +/-         |
| --------------------------- | --------------------------- | -------------- | -------------- | -------------- | -------------- | -------- | ----------- |
| Christelle Morançais        | LR-UDI                      | 278,948        | 34.30%         | 392,640        | 46.45%         | 57       | 3           |
| Matthieu Orphelin           | EÉLV-LFI-Gs-GÉ              | 152,081        | 18.70%         | 294,705        | 34.86%         | 24       | 2           |
| Guillaume Garot             | PS-PRG-PCF-GRS-UDB          | 132,693        | 16.32%         | 294,705        | 34.86%         | 24       | 2           |
| Hervé Juvin                 | RN-LDP                      | 101,951        | 12.54%         | 88,603         | 10.48%         | 7        | 6           |
| François de Rugy            | LREM-MoDem-Agir             | 97,371         | 11.97%         | 69,349         | 80.20          | 5        | 5           |
| Cécile Bayle de Jessé       | DLF                         | 24,078         | 2.96%          |                |                | 0        |             |
| Eddy Le Beller              | LO                          | 21,404         | 2.63%          | 0              |                |          |             |
| Linda Rigaudeau             | DIV                         | 4,845          | 0.60%          | 0              |                |          |             |
|                             |                             |                |                |                |                |          |             |
| Votos válidos               | Votos válidos               | 813,317        | 95.37%         | 69,349         | 96.16%         |          |             |
| Votos blancos               | Votos blancos               | 24,665         | 2.89%          | 20,592         | 2.34%          |          |             |
| Votos nulos                 | Votos nulos                 | 14,851         | 1.74%          | 13,151         | 1.50%          |          |             |
| Total                       | Total                       | 852,833        | 100%           | 879,050        | 100%           | 93       | Sin cambios |
| Abstenciones                | Abstenciones                | 1,922,513      | 69.27%         | 1,896,834      | 68.33%         |          |             |
| Registrados / Participación | Registrados / Participación | 2,775,346      | 30.73%         | 2,775,884      | 31.67%         |          |             |

### Provenza-Alpes-Costa Azul
| Candidato                   | Partido                     | Primera vuelta | Primera vuelta | Segunda vuelta | Segunda vuelta | Asientos | +/-         |
| Candidato                   | Partido                     | Votos          | %              | Votos          | %              | Asientos | +/-         |
| --------------------------- | --------------------------- | -------------- | -------------- | -------------- | -------------- | -------- | ----------- |
| Renaud Muselier             | LR-UDI-LREM-MoDem-Agir-LMR  | 368,932        | 31.91%         | 704,428        | 57.30%         | 84       | 3           |
| Thierry Mariani             | LDP-RN-CNIP                 | 420,602        | 36.38%         | 524,881        | 42.70%         | 39       | 3           |
| Jean-Laurent Félizia        | EÉLV-PS-PRG-PCF-GRS-Gs-GÉ   | 195,224        | 16.89%         | Retirado       | Retirado       | 0        |             |
| Jean-Marc Governatori       | CÉ                          | 60,991         | 5.28%          |                |                | 0        |             |
| Isabelle Bonnet             | LO                          | 31,886         | 2.76%          | 0              |                |          |             |
| Noël Chuisano               | DLF                         | 31,197         | 2.70%          | 0              |                |          |             |
| Hervé Guerrera              | POC                         | 25,212         | 2.18%          | 0              |                |          |             |
| Valerie Laupies             | LS                          | 19,144         | 1.66%          | 0              |                |          |             |
| Mikael Vincenzi             | DIV                         | 2,838          | 0.25%          | 0              |                |          |             |
|                             |                             |                |                |                |                |          |             |
| Votos válidos               | Votos válidos               | 1,156,026      | 95.71%         | 1,229,309      | 93.18%         |          |             |
| Votos blancos               | Votos blancos               | 33,507         | 2.78%          | 63,293         | 4.80%          |          |             |
| Votos nulos                 | Votos nulos                 | 17,759         | 1.47%          | 26,741         | 2.03%          |          |             |
| Total                       | Total                       | 1,207,292      | 100%           | 1,319,343      | 100%           | 123      | Sin cambios |
| Abstenciones                | Abstenciones                | 2,373,329      | 66.28%         | 2,261,988      | 63.16%         |          |             |
| Registrados / Participación | Registrados / Participación | 3,580,621      | 32.29%         | 3,581,331      | 36.84%         |          |             |